# Гимн лужицких сербов

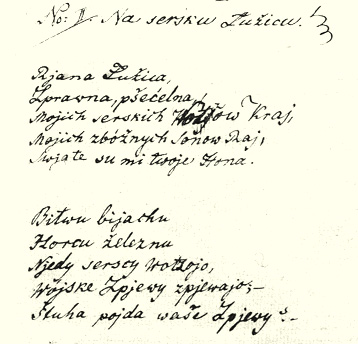
Начало рукописи Хандрия Зейлера

Прекрасная Лужица (в.-луж. Rjana Łužica, н.-луж. Rědna Łužyca) — национальный гимн лужицких сербов.

## История
24 августа 1827 года 23-летний сербский студент теологии Гандрий Зейлер, который позже стал одним из наиболее важных представителей лужицкого национального возрождения, будучи членом в Лужицкого проповеднического общества (Łużycke prědarske towarstwo), написал в рукописной лейпцигской газете «Serbska Nowina» стихотворение под названием «Na sersku Łužicu». Это стихотворение состоит из шести строф. В том же году Корла Беньямин Хатас (1806—1839) первым написал для него музыку.

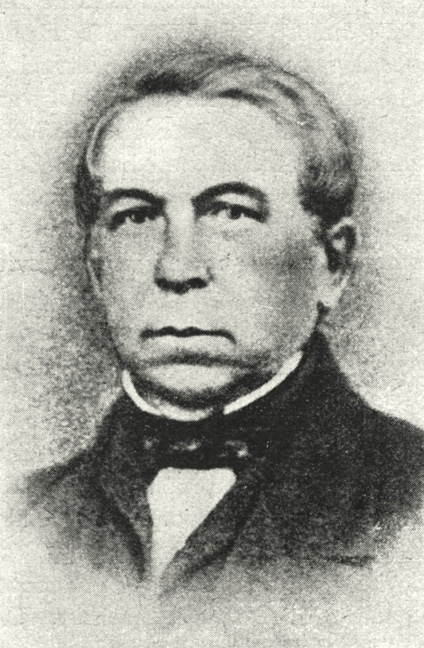
Гандрий Зейлер (1804–1872)
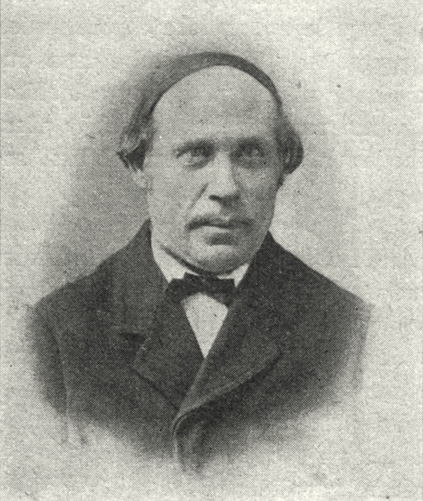
Корла Август Коцор (1822–1904)

После 1844 года завязалась дружба двух людей искусства — поэта Зейлер и композитора Корла Август Коцор, которой суждено было продлиться до конца их жизни. Коцор сочинил на текст Зейлера новую мелодию в 1845 году. Вновь созданная песня была впервые сыграна и спета 17 октября 1845 года в Бауцене на организованном Коцором первом Сербском празднике песни. Популярность этого стихотворения с мелодией стала расти так быстро, что впоследствии оно было возведено в ранг сербского гимна, который исполняется и поныне, однако, в двух версиях (начало и конец оригинального стихотворения). Хендкик Ёрдан перевёл его текст на нижнелужицкий язык.

## Прекрасная Лужица
| Верхнелужицкий язык | Нижнелужицкий язык | Русский перевод |
| --- | --- | --- |
| Rjana Łužica, sprawna, přećelna, mojich serbskich wótcow kraj, mojich zbóžnych sonow raj, swjate su mi twoje hona! Časo přichodny, zakćěj radostny! Ow, zo bychu z twojeho klina wušli mužojo, hódni wěčnoh wopomnjeća! | Rědna Łužyca, spšawna, pśijazna, mojich serbskich woścow kraj, mojich glucnych myslow raj, swěte su mě twoje strony. Cas ty pśichodny, zakwiś radostny! Och, gab muže stanuli, za swoj narod źěłali, godne nimjer wobspomnjeśa! | Прекрасная Лужица, милосердная, почтительная, моих сербских отцов край, моих счастливых грёз рай, священны для меня твои пастбища. Будущее твоё пусть процветает! О, да родит твоё лоно только благородных людей, достойных вечной памяти! |

В оригинальной версии Зейлера было ещё две строфы, которые отмечены сильной меланхолией и обращены к неопределённому будущему лужицкого народа:
| Верхнелужицкий язык | Русский перевод |
| --- | --- |
| Bitwu bijachu, horcu, železnu, něhdy serbscy wótcojo, wójnske spěwy spěwajo. Štó nam pójda waše spěwy? Boha čorneho, stare kralestwo rapak nětko wobydli, stary moch so zeleni, na skale, kiž wołtar běše. | Битвы горячие, скованные из железа, воспевались нашими предками в их военных песнях. Кто теперь споёт нам ваши песни? Бога чёрного из древнего царства, ставшего обиталищем ворона, старый алтарь стал просто камнем, поросшим зелёным мхом. |